# Barron (Wisconsin)
Barron ist eine Stadt (mit dem Status „City“) und Verwaltungssitz des Barron County im US-amerikanischen Bundesstaat Wisconsin. Das U.S. Census Bureau ermittelte bei der Volkszählung 2020 eine Einwohnerzahl von 3733. 

## Geografie
Barron liegt im Nordwesten Wisconsins auf 45°24' nördlicher Breite und 91°51' westlicher Länge. Das Stadtgebiet erstreckt sich über eine Fläche von 7,67 km² und liegt im Durchschnitt 338 Meter über dem Meeresspiegel.
Durch Barron führt in Ost-West-Richtung der U.S. Highway 8 sowie der Wisconsin Highway 25. Der U.S. Highway 53 verläuft 9 km östlich von Barron. Der Rice Lake Regional Airport liegt 8 km nordöstlich der Stadt. Die Stadt ist an das Schienennetz der Chicago and North Western Railway angebunden.
Die nächstgelegenen größeren Städte sind Rice Lake (ca. 20 km nordöstlich), Eau Claire (ca. 90 km südlich), die Twin Cities (Minneapolis und Saint Paul) in Minnesota (ca. 130 km südwestlich) und Duluth (ca. 170 km nördlich). Barron liegt ca. 370 km nordwestlich von Madison, der Hauptstadt des Bundesstaates.

## Bevölkerung
Nach der Volkszählung im Jahr 2010 lebten in Barron 3423 Menschen in 1422 Haushalten. Die Bevölkerungsdichte betrug 446,3 Einwohner pro Quadratkilometer. In den 1422 Haushalten lebten statistisch je 2,27 Personen. 
Ethnisch betrachtet setzte sich die Bevölkerung zusammen aus 87,2 Prozent Weißen, 8,8 Prozent Afroamerikanern, 0,8 Prozent amerikanischen Ureinwohnern, 0,7 Prozent Asiaten sowie 0,8 Prozent aus anderen ethnischen Gruppen; 1,7 Prozent stammten von zwei oder mehr Ethnien ab. Unabhängig von der ethnischen Zugehörigkeit waren 3,0 Prozent der Bevölkerung spanischer oder lateinamerikanischer Abstammung. 
22,9 Prozent der Bevölkerung waren unter 18 Jahre alt, 58,9 Prozent waren zwischen 18 und 64 und 18,2 Prozent waren 65 Jahre oder älter. 49,1 Prozent der Bevölkerung war weiblich.

Das mittlere jährliche Einkommen eines Haushalts lag bei 36.087 USD. Das Pro-Kopf-Einkommen betrug 19.601 USD. 17,1 Prozent der Einwohner lebten unterhalb der Armutsgrenze.

## Personen die mit der Stadt in Verbindung gebracht werden
- Charles C. McDonald, ehemaliger US-amerikanischer Air-Force-General.